# Denier franc

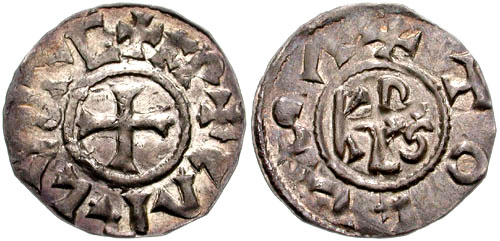
Denier de Charlemagne. 768–814 apr. J.-C. 21 mm, 1,19 g, atelier de Toulouse.

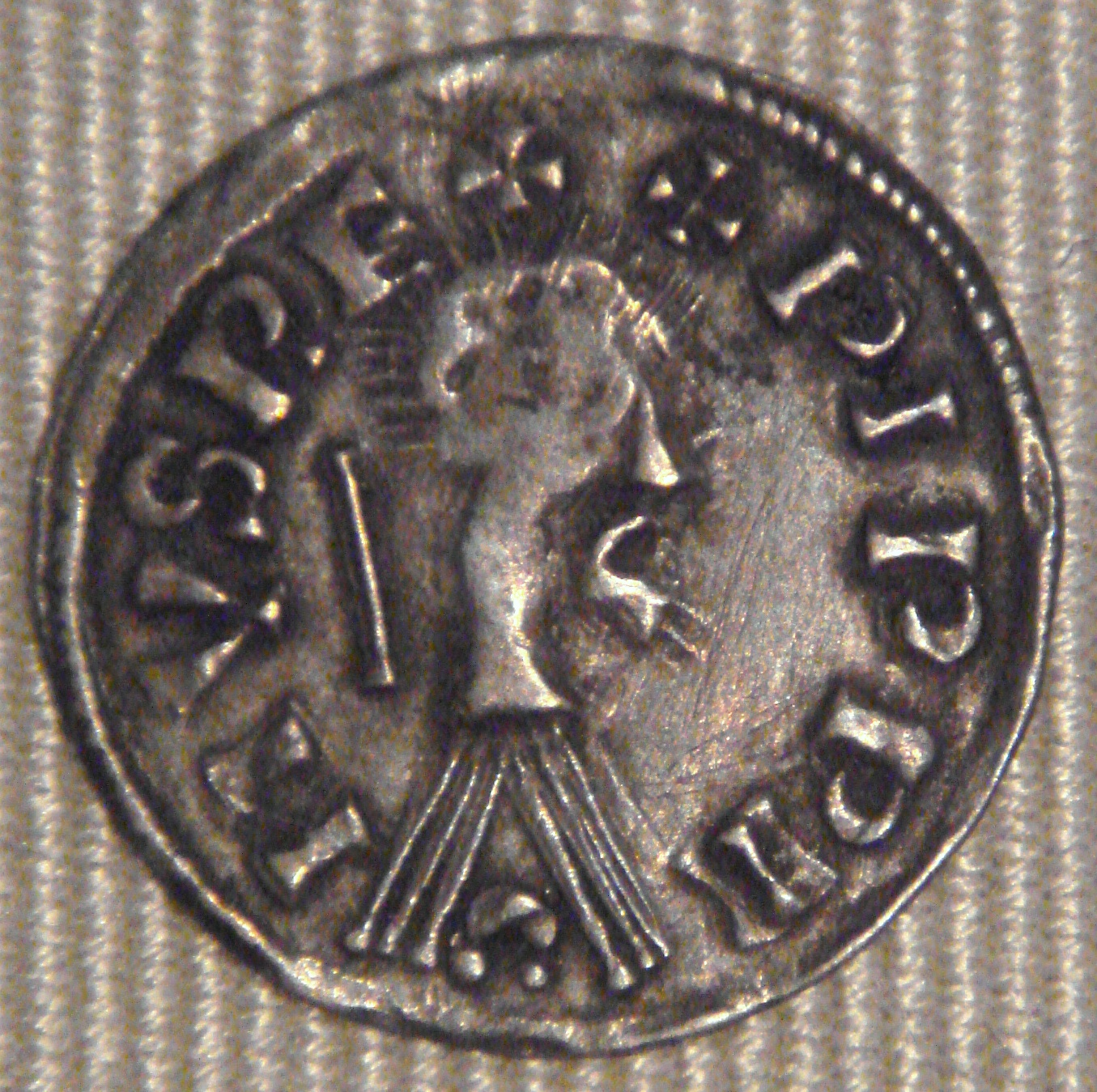
Denier de Pépin Ier d'Aquitaine 817–838.

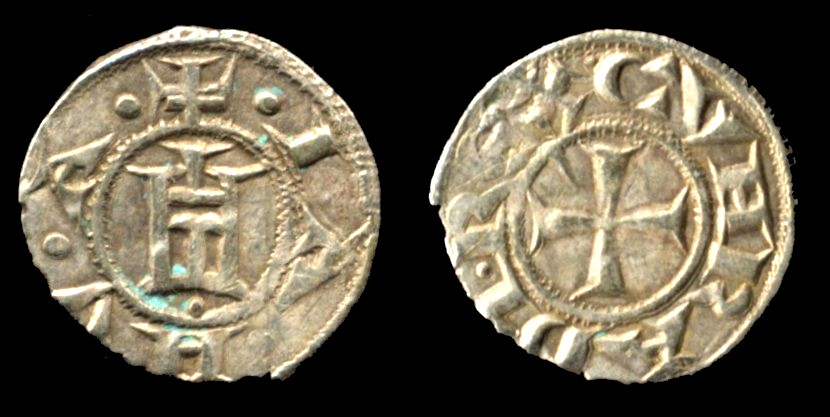
Denier de la république de Gênes (1139-1339).

Le Denier Franc  ( latin : denarius ; abbr. d. ) ou pfennig, penny, est une ancienne pièce de monnaie médiévale qui tire son nom de la pièce de monnaie franque émise dès la fin du VIIe siècle. 
En anglais, il est parfois appelé penny en argent (silver penny). Son apparition est contemporaine de la raréfaction de la monnaie d'or circulante qui, au début de la domination franque, était soit romaine (byzantine) soit « pseudo-impériale », frappée par les Francs à l'imitation de la monnaie byzantine. 
L'argent devient la base de la monnaie franque. Le denier a été frappé en France et dans certaines parties de la Péninsule italienne pendant le Moyen Âge, dans des États tels que le patriarcat d'Aquilée, le royaume de Sicile, la république de Gênes, la république de Sienne et l'État croisé royaume de Jérusalem, entre autres.

## Historique

### Pièce de monnaie
Autour de l'année 755, lors des réformes carolingiennes, Pépin le Bref a introduit un nouveau système monétaire qui a été ajusté de sorte que 12 denarii (en français, deniers) équivalent à un solidus (solidi ; sols ; sous ou shillings), et 20 solidi équivalaient à une livre carolingienne (pondus caroli, librae, lirae ; livres, pound). Par la suite trois deniers équivalaient à un liard. Initialement, on taillait 240 deniers dans une livre d'argent métal pesant 489,5 g. Le système denier/sou/livre est un décalque du système monétaire romain tardif.
Seul le denier était une véritable pièce de monnaie ; le reste étant de l'argent de compte. Ce système non-décimal et le denier ont servi de modèle à d'autres monnaies européennes, notamment la livre sterling, la lire italienne, le dinero espagnol et le dinheiro portugais.

### Taux d'intérêt
Dans la France de l'Ancien Régime, le denier était utilisé comme mesure théorique des taux d'intérêt sur les prêts. Ainsi, un taux de 4 % (1/25) serait exprimé en « denier 25 » ; un taux de 5 % (1/20) en « denier 20 » ; et ainsi de suite.